# Pan-Amerikaanse kampioenschappen wielrennen 2024 – Wegwedstrijd mannen beloften
De wegwedstrijd voor mannen beloften op de Pan-Amerikaanse kampioenschappen wielrennen 2024 werd gehouden op 24 mei. De deelnemers moesten een parcours van 159,4 kilometer in en rond het Braziliaanse São José dos Campos afleggen. De Braziliaan Otávio Gonzeli won het goud en werd op het podium geflankeerd door de Colombiaan Jaider Muñoz en José Ramón Muñiz uit Mexico.

## Uitslag
| Plaats | Naam                | Tijd     |
| ------ | ------------------- | -------- |
| Goud   | Otávio Gonzeli      | 3u24'02" |
| Zilver | Jaider Muñoz        | z.t.     |
| Brons  | José Ramón Muñiz    | z.t.     |
| 4      | David Rico          | + 1"     |
| 5      | Donovan Ramírez     | + 5"     |
| 6      | César Macías        | + 13"    |
| 7      | José Manuel Aramayo | z.t.     |
| 8      | Carlos Acuña        | z.t.     |
| 9      | Vinícius Santos     | z.t.     |
| 10     | Jonathan Guatibonza | z.t.     |